# ФК «Сокол» Саратов в сезоне 1998
Сезон 1998 года стал для ФК «Сокол» седьмым в его истории выступлений в чемпионате России по футболу.

## Команда 1998

### Состав команды
- Список игроков, основного состава футбольного клуба «Сокол» Саратов в сезоне 1998 года[1][2].

| №             | Игрок              | Гражданство             | Дата рождения    | Игры (Ч) | Голы (Ч) | Игры (К) | Голы (К) |
| Вратари       | Вратари            | Вратари                 | Вратари          | Вратари  | Вратари  | Вратари  | Вратари  |
| ------------- | ------------------ | ----------------------- | ---------------- | -------- | -------- | -------- | -------- |
|               | Вячеслав Звягин    | Флаг России             | 19 февраля 1971  | 3        | -5       | 1        | —        |
|               | Юрий Окрошидзе     | Флаг России             | 23 августа 1970  | 39       | -27      | 1        | -2       |
|               | Констанин Оленёв   | Флаг России             | 11 сентября 1961 | —        | —        | 1        | -1       |
| Защитники     |                    |                         |                  |          |          |          |          |
|               | Дмитрий Лагутин    | Флаг России             | 19 июля 1971     | 39       | 2        | 2        | —        |
|               | Олег Мусин         | Флаг Казахстана         | 12 января 1975   | 17       | —        | 1        | —        |
|               | Валерий Жабко      | Флаг России             | 18 августа 1967  | 23       | —        | 2        | —        |
|               | Сергей Иванов      | Флаг России             | 27 января 1970   | 21       | —        | —        | —        |
|               | Раймондас Вайнорас | Флаг Литвы              | 16 июля 1965     | 21       | —        | 1        | —        |
|               | Сергей Растегаев   | Флаг России             | 29 января 1972   | 14       | —        | —        | —        |
| Полузащитники |                    |                         |                  |          |          |          |          |
|               | Леонид Маркевич    | Флаг России             | 15 августа 1973  | 21       | 3        | —        | —        |
|               | Олег Бакурский     | Флаг России             | 30 мая 1975      | 28       | 1        | 1        | 1        |
|               | Юрий Грицына       | Флаг Украины            | 15 июня 1971     | 36       | 3        | 2        | —        |
|               | Гизо Джеладзе      | Флаг Грузии (1990—2004) | 17 мая 1975      | 25       | —        | 3        | —        |
|               | Владимир Заярный   | Флаг Украины            | 25 ноября 1970   | 16       | —        | 1        | —        |
|               | Андрей Коновалов   | Флаг России             | 13 сентября 1974 | 34       | 1        | 2        | 1        |
|               | Олег Стогов        | Флаг России             | 15 апреля 1965   | 17       | 2        | 1        | —        |
|               | Владимир Шелег     | Флаг Беларуси           | 8 апреля 1973    | 17       | 1        | 1        | —        |
|               | Сергей Амилехин    | Флаг Украины            | 12 июня 1974     | 3        | 1        | 1        | —        |
|               | Юрий Батуренко     | Флаг России             | 29 декабря 1964  | 4        | 1        | 1        | —        |
|               | Анатолий Ванжула   | Флаг России             | 29 июня 1975     | 3        | —        | 1        | —        |
|               | Игорь Данилов      | Флаг России             | 15 августа 1965  | 32       | 10       | 1        | —        |
|               | Карапет Микаелян   | Флаг Армении            | 27 сентября 1969 | 9        | 1        | 1        | —        |
|               | Михаил Пацко       | Флаг Беларуси           | 21 января 1973   | 4        | —        | 1        | 1        |
|               | Денис Первушин     | Флаг России             | 18 января 1977   | 17       | —        | 1        | —        |
|               | Дмитрий Плотников  | Флаг России             | 22 февраля 1973  | 16       | —        | 1        | —        |
|               | Андрей Пятницкий   | Флаг России             | 27 сентября 1967 | 2        | 1        | 1        | —        |
|               | Борис Тропанец     | Флаг Молдовы            | 1 января 1964    | 20       | 1        | 1        | —        |
|               | Сергей Шерабоков   | Флаг Украины            | 15 мая 1972      | 1        | —        | —        | —        |
| Нападающие    |                    |                         |                  |          |          |          |          |
|               | Виталий Ермилов    | Флаг России             | 8 июня 1970      | 28       | 5        | 3        | —        |
|               | Алексей Куценко    | Флаг России             | 26 декабря 1972  | 29       | 9        | 3        | 1        |
|               | Владимир Лебедь    | Флаг России             | 17 августа 1973  | 34       | 15       | 3        | 2        |

## Первый дивизион ПФЛ 1998
Основная статья: Первый дивизион ПФЛ 1998

### Результаты матчей
| 29 марта 1998 1-й тур | Сокол                                           | 3:1 (2:1) | Иртыш       | Саратов                                                                    |
| | Русляков 18′ (авт.) · Маркевич 27′ · Лебедь 82′ | [ 3 ]     | 20′ Топоров | Стадион: «Локомотив» (+8 °) Зрителей: 11 500 Судья: Юрий Баскаков (Москва) |
| Сокол: Окрошидзе, Иванов, Вайнорас, Плотников, Лагутин, Джеладзе (Грицына, 64), Коновалов, Растегаев (Шерабоков, 76), Маркевич, Лебедь, Куценко (Микаелян, 57) Иртыш: Игошин, Черепанов, Емельянов, А. Данилов (Багизаев, 46), С. Захаров, Близнюк, С. Осипов, Русляков (Кондрацкий, 46), Топоров, Раздрогин (Поршнев, 69), Мулашев |                                                 |           |             |                                                                            |

| 1 апреля 1998 2-й тур | Сокол        | 1:1 (1:0) | Томь      | Саратов                                                                    |
| | Маркевич 16′ | [ 4 ]     | 69′ Агеев | Стадион: «Локомотив» (+5 °) Зрителей: 7000 Судья: Сергей Сафронов (Москва) |
| Сокол: Окрошидзе, Иванов, Вайнорас, Плотников, Лагутин, Джеладзе, А. Коновалов, Растегаев, Маркевич (Куценко, 60), Лебедь, Грицына (Ермилов, 83) Томь: Пчельников, Харламов, Долгов, Перминов, В. Коновалов, Михеев, Вишневский (Агеев, 54), Степанов, Кавецкий (Мурашов, 58), Дзюбенко, Себелев (Кудинов, 71) |              |           |           |                                                                            |

| 8 апреля 1998 3-й тур | КАМАЗ-Чаллы | 0:0 (0:0) | Сокол | Набережные Челны                                                     |
| |             | [ 5 ]     |       | Стадион: «КАМАЗ» (+4 °) Зрителей: 4000 Судья: Виктор Пышкин (Москва) |
| КАМАЗ-Чаллы: Ковнеристов, Югрин, Ефремов, Дудин, Дегтярев, Яковенко, Тропанец, Заярный, Евдокимов, Матвеев, Джишкариани (Вековищев, 56) Сокол: Окрошидзе, Иванов, Вайнорас, Плотников, Лагутин, Растегаев, Коновалов (Бакурский, 46), Амилехин, Маркевич (Микаелян, 74), Ермилов (Данилов, 46), Грицына |             |           |       |                                                                      |

| 11 апреля 1998 4-й тур | Нефтехимик      | 1:2 (0:2) | Сокол                       | Нижнекамск                                                                            |
| | Кантонистов 47′ | [ 6 ]     | 12′ Микаелян · 25′ Амилехин | Стадион: «Нефтехимик» (+2 °) Зрителей: 2500 Судья: Николай Левников (Санкт-Петербург) |
| Нефтехимик: Шпаков, Каюмов, Романишин, Цаплюк, Ситчихин, Кантонистов, Слабодич, Сепашвили (Баранивский, 46), Каратаев (Будылин, 78), Киклиашвили (Лактионов, 46), Колотилко Сокол: Окрошидзе, Иванов, Вайнорас, Плотников, Лагутин, Растегаев, Коновалов, Амилехин (Лебедь, 46), Микаелян (Бакурский, 46), Данилов (Маркевич, 78), Грицына |                 |           |                             |                                                                                       |

| 18 апреля 1998 5-й тур | Сокол | 0:0 (0:0) | Газовик-Газпром | Саратов                                                                         |
| |       | [ 7 ]     |                 | Стадион: «Локомотив» (+12 °) Зрителей: 12 000 Судья: Владимир Гамеев (Протвино) |
| Сокол: Окрошидзе, С. Иванов, Вайнорас, Д. Плотников, Лагутин (И. Иванов, 64), Растегаев (И. Данилов, 64), А. Коновалов, Пацко, Микаелян, Лебедь (Маркевич, 46), Грицына (Бакурский, 53) Газовик-Газпром: А. Иванов, Куга, Седунов, Сальников, Фещенко, Дубровских, Тризна, Семянов (Харьковщенко, 80), Шацких, Монасипов (Пантелеев, 89), Никитин (Боровик, 46) |       |           |                 |                                                                                 |

| 21 апреля 1998 6-й тур | Сокол         | 1:0 (0:0) | Рубин | Саратов                                                                            |
| | Батуренко 75′ | [ 8 ]     |       | Стадион: «Локомотив» (+13 °) Зрителей: 9500 Судья: Юрий Ключников (Ростов-на-Дону) |
| Сокол: Окрошидзе, С. Иванов, Микаелян, Плотников, Лагутин, Джеладзе (Батуренко, 74), А.Коновалов, Шелег, Маркевич, Лебедь (Ермилов, 46), Грицына (Бакурский, 46) Рубин: Кляшторный, Хузин, Харламов, Булатов, Зайнутдинов, Филиппов, Кузьмичев, Хасанов (Гайнуллин, 58), Князев, Ахметгалиев (Лысенко, 68), Давлетов (Минвалиев, 77) |               |           |       |                                                                                    |

| 28 апреля 1998 7-й тур | Сатурн                     | 2:0 (2:0) | Сокол | Раменское                                                     |
| | Бакшеев 16′ · Гаврилин 34′ | [ 9 ]     |       | Стадион: Сатурн Зрителей: 9000 Судья: Олег Лонский (Смоленск) |
| Сатурн: Окрошидзе, Иванов, Бутаренко, Плотников (Бакурский, 63), Лагутин, Джеладзе (Маркевич, 27), Коновалов, Шелег, Микаэлян, Ермилов (Данилов, 46), Грицына Сокол: Чижов, Ширшанов, Пискарёв, Афанасьев, Шидков, Козлов, Саматов, Грязин (Ляпкин, 60), Гаврилин (Д. Варфоломеев, 88), Бакшеев, Наталушко (Аджоев, 75) |                            |           |       |                                                               |

| 1 мая 1998 8-й тур | Локомотив (Ч) | 1:0 (1:0) | Сокол | Чита                                                                                 |
| |               | [ 10 ]    |       | Стадион: Стадион ЗабВО (+15 °) Зрителей: 6600 Судья: Александр Кузьменко (Хабаровск) |
| Локомотив (Ч): Дьяконов, Бодялов, Недорезов (Неровный, 60), Попов, Рябуха, Бурдинский, Кварацхелия, Евглевский, Макиенко, Алхимов (Поляков, 72), Крейсман (Середин, 80) Сокол: Окрошидзе, Иванов, Вайнорас, Грицына, Лагутин, Растегаев (Джеладзе, 67), Коновалов, Данилов (Куценко, 52), Маркевич, Микаелян (Ермилов, 68), Бакурский |               |           |       |                                                                                      |

| 9 мая 1998 9-й тур | Сокол                                   | 4:1 (2:0) | Лада-Град  | Саратов                                                                           |
| | Данилов 5′ 55′ · Ермилов 12′ (пен.) 49′ | [ 11 ]    | 89′ Нечаев | Стадион: «Локомотив» (+25 °) Зрителей: 8500 Судья: Виктор Гаврин (Ростов-на-Дону) |
| Сокол: Окрошидзе, Иванов, Вайнорас, Грицына, Лагутин (Шелег, 67), Растегаев (Коновалов, 49), Джеладзе, Данилов, Маркевич, Ермилов (Пятницкий, 73), Бакурский Лада-Град: Степанов, Лотков, Чумаченко (Акимов, 46), Карамелюк, Гатилов, Кузнецов, Нечаев, Дементьев (Кадыров, 86), Чернов, Мингачев (Гумеров, 46), Бобров |                                         |           |            |                                                                                   |

| 12 мая 1998 10-й тур | Сокол         | 1:0 (0:0) | Лада-Тольятти-ВАЗ | Саратов                                                                          |
| | Пятницкий 84′ | [ 12 ]    |                   | Стадион: «Локомотив» (+20 °) Зрителей: 10 000 Судья: Лом-Али Ибрагимов (Грозный) |
| Сокол: Окрошидзе, С. Иванов, Вайнорас, Грицына, Лагутин, Растегаев, Джеладзе (А. Коновалов, 55), Данилов (Лебедь, 55), Маркевич, Ермилов, Бакурский (Пятницкий, 66) Лада-Тольятти-ВАЗ: Чиненов, Носов (Чебураев, 70), Деменко, Бавыкин, Годунок, Табаков, Семин (Малахов, 65), Тетерин, Зубчук, Емельянов, Верещак (Стрелков, 77) |               |           |                   |                                                                                  |

| 19 мая 1998 11-й тур | Локомотив (СПб) | 0:0 (0:0) | Сокол | Санкт-Петербург                                                                        |
| |                 | [ 13 ]    |       | Стадион: «Стадион имени Кирова» (+15 °) Зрителей: 500 Судья: Вячеслав Сорокин (Москва) |
| Локомотив (СПб): Бирюков, Дорофеев, Матвеев, Федоров, Левковский, Васильев, Киселев (Бобров, 46), Семенов, В. Иванов (Хундадзе, 73), Угаров (Зезин, 56), Лифоренко Сокол: Окрошидзе, С. Иванов, Вайнорас, Грицына, Лагутин, Растегаев, Коновалов, Данилов (Ермилов, 64), Маркевич, Куценко (Джеладзе, 56), Бакурский (Микаелян, 83) |                 |           |       |                                                                                        |

| 22 мая 1998 12-й тур | ЦСК ВВС-Кристалл                       | 2:0 (1:0) | Сокол | Смоленск                                                                      |
| | Арм. Адамянв 25′ (пен.) · Шушляков 69′ | [ 14 ]    |       | Стадион: «Спартак» (+16 °) Зрителей: 7500 Судья: Владимир Овчинников (Москва) |
| ЦСК ВВС-Кристалл: Мартешкин, Александров, Троицкий, Булгаков, Гунько, Тихомиров, Арм. Адамян, Гудков (Контиев, 80), Шушляков (Арт. Адамян 78), Соляник, Федосов (Селенков, 85) Сокол: Окрошидзе Иванов, Вайнорас (Бутуренко 46), Грицына, Лагутин, Растегаев, Коновалов (Пацко, 46), Данилов, Маркевич, Джеладзе, Бакурский (Ермилов, 63) |                                        |           |       |                                                                               |

| 30 мая 1998 13-й тур | Сокол                     | 2:0 (1:0) | Кубань | Саратов                                                                             |
| | Данилов 45′ · Лагутин 63′ | [ 15 ]    |        | Стадион: «Локомотив» (+25 °) Зрителей: 10 000 Судья: Сергей Фурса (Санкт-Петербург) |
| Сокол: Окрошидзе, Плотников, Вайнорас, Грицына (Джеладзе, 46), Лагутин, Растегаев, А. Коновалов, Данилов, Маркевич (Микаелян, 61), Куценко (Лебедь, 46), Бакурский Кубань: Фролкин (Чекмезов, 75), Кондаков, Кураев, Шипулин, Боровской, Тасенко, Горелов, Базаев (Нганге, 53), Щукин, Саркисов, Голубкин |                           |           |        |                                                                                     |

| 2 июня 1998 14-й тур | Сокол | 0:0 (0:0) | Дружба | Саратов                                                                        |
| |       | [ 16 ]    |        | Стадион: «Локомотив» (+26 °) Зрителей: 10 000 Судья: Сергей Французов (Москва) |
| Сокол: Окрошидзе, Плотников, Вайнорас, Грицына, Лагутин, Растегаев (Батуренко, 33), А. Коновалов, Данилов (Лебедь, 52), Маркевич (Амилехин, 58), Ермилов, Бакурский Дружба: Тучинский, Шумахов, Андреев, Комличенко, Хуако (Седов, 78), Большаков, Воронин, Калешин, Арутюнян (Калиниченко, 90), Закиров, Петренко (Аутлев, 56) |       |           |        |                                                                                |

| 9 июня 1998 15-й тур | Динамо Ст                    | 2:1 (2:0) | Сокол      | Ставрополь                                                               |
| | Студзинский 21′ · Гагиев 36′ | [ 17 ]    | 89′ Лебедь | Стадион: «Динамо» (+22 °) Зрителей: 6500 Судья: Сергей Мартынов (Москва) |
| Динамо Ст: Козко, Красавин, Муликов, Ушаков, Абушев, Степанов (Тулинцев, 85), Шипилов (Четверкин, 70), Студзинский (Третьяков, 63), Гагиев, Копылов, Гурбанов Сокол: Окрошидзе, Иванов, Вайнорас, Плотников, Лагутин, Растегаев (Бакурский, 46), Коновалов, Джеладзе, Лебедь, Ермилов (Данилов, 65), Пацко (Грицына, 6) |                              |           |            |                                                                          |

| 12 июня 1998 16-й тур | Спартак Нч                  | 2:1 (1:1) | Сокол     | Нальчик                                                                                          |
| | Киримов 42′ · Алчагиров 79′ | [ 18 ]    | 25′ Шелег | Стадион: Республиканский стадион «Спартак» (+25 °) Зрителей: 10 000 Судья: Александр Лапин (Уфа) |
| Спартак Нч: Чихрадзе Искаков, Томашевский, Кудаев (Наршауов, 89), Газданов, Алчагиров, Киримов, Мизов (Шипшев, 87), Романов (Даурбеков 88), Заруцкий, Хамгоков Сокол: Окрошидзе Иванов, Шелег, Плотников, Лагутин, Джеладзе (Ванжула, 66) Коновалов (Данилов, 83), Грицына, Лебедь (Куценко, 73), Ермилов, Бакурский |                             |           |           |                                                                                                  |

| 19 июня 1998 17-й тур | Сокол                                    | 3:0 (1:0) | Факел | Саратов                                                                     |
| | Лагутин 44′ · Ермилов 48′ · Маркевич 89′ | [ 19 ]    |       | Стадион: «Локомотив» (+30 °) Зрителей: 9000 Судья: Валерий Шавейко (Москва) |
| Сокол: Окрошидзе, С. Иванов, Шелег, Плотников, Лагутин, Джеладзе (Маркевич, 52), Коновалов, Данилов, Лебедь (Ермилов, 46), Грицына, Бакурский (Ванжула, 72) Факел: Лайзанс, А. Морозов, Кудряшов, Тимашов, Прохоров, О. Морозов, Ермаков (Елсуков, 46), Неучев, Шмаров (Иляскин, 65), Семин (Васильев, 39), Жеваченко |                                          |           |       |                                                                             |

| 22 июня 1998 18-й тур | Сокол       | 1:0 (1:0) | Металлург Лп | Саратов                                                                       |
| | Куценко 40′ | [ 20 ]    |              | Стадион: «Локомотив» (+28 °) Зрителей: 9000 Судья: Владимир Гамеев (Протвино) |
| Сокол: Окрошидзе, Иванов, Шелег, Плотников, Лагутин, Куценко, Коновалов (Вайнорас, 61), Данилов (Ермилов, 46), Маркевич, Грицына, Бакурский (Ванжула, 67) Металлург Лп: Крыканов, Кляевич, Пещеров, Бугаков, Шершнев (Мананников, 58), Ловре, Богданов, Семенов, Полстянов, Меньщиков, Сергеев |             |           |              |                                                                               |

| 29 июня 1998 19-й тур | Локомотив НН  | 2:2 (1:2) | Сокол           | Нижний Новгород                                                              |
| | Гарин 44′ 46′ | [ 21 ]    | 35′ 36′ Куценко | Стадион: «Локомотив» (+17 °) Зрителей: 4000 Судья: Вячеслав Сорокин (Москва) |
| Локомотив НН: Гончаров, П. Быстров (Рапейко, 37), Нижегородов, Д. Быстров, Тимофеев, Клонцак, Татарчук, Кашенцев, Власов (Богач, 46), Липко, Гарин Сокол: Звягин, Иванов, Вайнорас (Маркевич, 59), Плотников, Лагутин, Куценко, Джеладзе, Шелег, Коновалов, Грицына (Растегаев, 44), Ермилов (Лебедь, 61) |               |           |                 |                                                                              |

| 2 июля 1998 20-й тур | Арсенал    | 1:1 (0:1) | Сокол       | Тула                                                                          |
| | Даниэл 90′ | [ 22 ]    | 44′ Грицына | Стадион: «Арсенал» (+21 °) Зрителей: 13 000 Судья: Лом-Али Ибрагимов (Москва) |
| Арсенал: Комзиков, Селезов, Лисицын (Пениче, 46), Синев, Корниец, Агеев (Зубарев, 75), Карлос, Паулиньо, Климов, Даниэл, Андрадина Сокол: Звягин, Стогов, Жабко, Первушин, Лагутин, Куценко (Бакурский, 60, Д. Плотников, 65), Джеладзе, Лебедь, Коновалов, Грицына, Шелег |            |           |             |                                                                               |

| 10 июля 1998 21-й тур | Сокол                               | 3:2 (3:0) | Анжи                         | Саратов                                                                            |
| | Куценко 13′ 29′ · Лебедь 33′ (пен.) | [ 23 ]    | 86′ Баматов · 88′ Ольшанскис | Стадион: «Локомотив» (+31 °) Зрителей: 8500 Судья: Тарас Безубяк (Санкт-Петербург) |
| Сокол: Звягин, С. Иванов (Лагутин, 14), Жабко, Первушин, Вайнорас, Куценко, Джеладзе, Лебедь (Ермилов, 68), Маркевич (Плотников, 81), Грицына, Шелег Анжи: Полынский, Жукаускас, Агаев, Лесун, Синичин, Ольшанскис, Жаринов (А. Рамазанов, 46), Сирхаев, Адиев (Баматов, 46), Саидахмедов (Вершинин, 70), Костюк |                                     |           |                              |                                                                                    |

| 27 июля 1998 23-й тур | Сокол                               | 3:0 (2:0) | КАМАЗ-Чаллы | Саратов                                                                    |
| | Лебедь 45′ (пен.) · А.Коновалов 58′ | [ 24 ]    |             | Стадион: «Локомотив» (+33 °) Зрителей: 9000 Судья: Михаил Ходырев (Москва) |
| Сокол: Окрошидзе, Вайнорас, Жабко, Первушин (И.Данилов, 78), Лагутин, Куценко (Маркевич, 60), Джеладзе, Лебедь, А.Коновалов, Грицына (Шелег, 70), Тропанец КАМАЗ-Чаллы: Ковнеристов, Чупахин, Мурадымов, Дудин, Прыгунов, Максимчук (Назаров, 78), Кайгородов, Заярный, Дегтярев, Вековищев, Шевченко |                                     |           |             |                                                                            |

| 30 июля 1998 24-й тур | Сокол | 0:1 (0:0) | Нефтехимик     | Саратов                                                                  |
| |       | [ 25 ]    | 87′ Кондратьев | Стадион: «Локомотив» (+35 °) Зрителей: 7500 Судья: Алексей Гарт (Москва) |
| Сокол: Окрошидзе, Стогов, Жабко, Первушин, Лагутин (Мусин, 35), Вайнорас, Джеладзе (Куценко, 46), Лебедь, А. Коновалов, Грицына (Маркович, 70), Тропанец Нефтехимик: Поляков, Ефремов, Романишин, Цаплюк, Ситчихин, Богданов, Лактионов, Шарипов (Зиновьев, 62), Хрустовский, Киклиашвили, Слабодич (Кондратьев, 80) |       |           |                |                                                                          |

| 6 августа 1998 25-й тур | Газовик-Газпром | 1:2 (0:1) | Сокол                    | Ижевск                                                                    |
| | Никитин 61′     | [ 26 ]    | 34′ Стогов · 76′ Данилов | Стадион: «Динамо» (+24 °) Зрителей: 5000 Судья: Евгений Волнин (Владимир) |
| Газовик-Газпром: Иванов, Глухих, Куга, Евсеев, Холмогоров, Дубровских, Басков (Семянов, 46), Нежелев, Микаелян (Лисаковский, 75), Егоров (Каратаев, 78), Никитин Сокол: Окрошидзе, Стогов, Жабко, Первушин, Лагутин, Куценко (Данилов, 66), Джеладзе, Лебедь (Ермилов, 75), Коновалов, Зайрный, Тропанец |                 |           |                          |                                                                           |

| 9 августа 1998 26-й тур | Рубин                    | 2:0 (1:0) | Сокол | Казань                                                                                     |
| | Филиппов 5′ · Князев 60′ | [ 27 ]    |       | Стадион: «Центральный стадион» (+20 °) Зрителей: 6000 Судья: Анатолий Некрасов (Чебоксары) |
| Рубин: Кляшторный, Хузин, Харламов, Булатов, Бурлаченко, Зайнутдинов, Филиппов (Лупашко, 58), Лысенко, Галиев, Тишков (Князев, 58), Микалаюнас Сокол: Окрошидзе, Стогов, Жабко, Первушин, Лагутин, Мусин (Джеладзе, 46), Данилов, Лебедь (Ермилов, 54), Коновалов, Заярный, Тропанец |                          |           |       |                                                                                            |

| 16 августа 1998 27-й тур | Сокол                 | 2:1 (1:0) | Сатурн               | Саратов                                                                     |
| | Лебедь 34′ 77′ (пен.) | [ 28 ]    | 62′ (авт.) Коновалов | Стадион: «Локомотив» (+20 °) Зрителей: 12 500 Судья: Сергей Анохин (Москва) |
| Сокол: Окрошидзе, Стогов, Жабко, Первушин, Лагутин, Заярный, Данилов, Лебедь (Ермилов, 86), Коновалов, Джеладзе, Тропанец Сатурн: Чижов, Меныдиков, Пискарев, Афанасьев, Жидков, Ляпкин, Грязин, Смертин, Гаврилин (Саматов, 46), Бакшеев (Соловьев, 46), Наталушко |                       |           |                      |                                                                             |

| 19 августа 1998 28-й тур | Сокол           | 2:1 (0:0) | Локомотив (Ч) | Саратов                                                                         |
| | Ермилов 80′ 82′ | [ 29 ]    | 53′ Галимов   | Стадион: «Локомотив» (+25 °) Зрителей: 12 000 Судья: Геннадий Куличенков (Тула) |
| Сокол: Окрошидзе, Стогов, Жабко, Мусин, Лагутин (Ермилов, 69), Заярный, Данилов, Лебедь (Куценко, 64), Коновалов, Джеладзе, Тропанец Локомотив (Ч): Дьяконов, Неровный, Бурдинский, Попов, Рябуха, Бодялов, Кварацхелия, Евглевский, Крейсман (Гармашов, 69), Галимов, Алхимов |                 |           |               |                                                                                 |

| 26 августа 1998 29-й тур | Лада-Град  | 1:0 (0:0) | Сокол | Димитровград                                                                       |
| | Чернов 54′ | [ 30 ]    |       | Стадион: «Торпедо» (+18 °) Зрителей: 2000 Судья: Сергей Лапочкин (Санкт-Петербург) |
| Лада-Град: Михайлов, Акимов, Котылев, Пискунов, Гатилов, Кузнецов, Нечаев, Дементьев, Чернов (Кадыров, 89), Мингачев, Передня Сокол: Окрошидзе, Стогов, Жабко, Первушин, Мусин, Заярный, Данилов (Ермилов, 64), Лебедь, Коновалов (Грицына, 59), Иванов (Куценко, 57), Тропанец |            |           |       |                                                                                    |

| 29 августа 1998 30-й тур | Лада-Тольятти-ВАЗ | 0:0 (0:0) | Сокол | Тольятти                                                                  |
| |                   | [ 31 ]    |       | Стадион: «Торпедо» (+20 °) Зрителей: 2000 Судья: Амир Мухаметшин (Казань) |
| Лада-Тольятти-ВАЗ: Соловьев, Семин, Чумаченко, Зайцев, Годунок, Табаков, Сальников, Емельянов (Потыльчак, 74), Малахов, Тетерин, Палачев (Колчин, 41) Сокол: Окрошидзе, Стогов, Жабко, Первушин (Лагутин, 38), Мусин, Заярный, Данилов, Лебедь (Бакурский, 61), Куценко, Шелег, Грицына (Ермилов, 61) |                   |           |       |                                                                           |

| 6 сентября 1998 31-й тур | Сокол | 0:0 (0:0) | Локомотив (СПб) | Саратов                                                                     |
| |       | [ 32 ]    |                 | Стадион: «Локомотив» (+14 °) Зрителей: 12 000 Судья: Виктор Пышкин (Москва) |
| Сокол: Окрошидзе, Стогов, Жабко, Мусин, Лагутин, Заярный, Куценко, Лебедь (Данилов, 60), Коновалов (Бакурский, 69), Грицына (Ермилов, 38), Тропанец Локомотив (СПб): Бирюков, А. Иванов, Матвеев, Киселев, Левковский, Васильев, Ловчев, Григорьев, Хундадзе (Дорофеев, 65), Зезин (Класс, 86), Лифоренко |       |           |                 |                                                                             |

| 9 сентября 1998 32-й тур | Сокол                            | 2:0 (1:0) | ЦСК ВВС-Кристалл | Саратов                                                                       |
| | Тропанец 41′ · Лебедь 53′ (пен.) | [ 33 ]    |                  | Стадион: «Локомотив» (+18 °) Зрителей: 12 000 Судья: Сергей Хусаинов (Москва) |
| Сокол: Окрошидзе, Стогов (Грицына, 71), Жабко, Мусин, Лагутин, Заярный, Куценко (Ермилов, 53), Лебедь, Коновалов (Бакурский, 88), Джеладзе, Тропанец ЦСК ВВС-Кристалл: Мартешкин, Е. Королев (Александров, 71), Троицкий, Булгаков, Гунько, Тихомиров, Контиев, Гудков, Шушляков, Селенков (Арм. Адамян, 34), Служителев (Арт. Адамян, 46) |                                  |           |                  |                                                                               |

| 16 сентября 1998 33-й тур | Кубань | 0:2 (0:0) | Сокол                           | Краснодар                                                               |
| |        | [ 34 ]    | 59′ (пен.) Лебедь · 69′ Куценко | Стадион: «Кубань» (+25 °) Зрителей: 1500 Судья: Андрей Бутенко (Москва) |
| Кубань: Фролкин, Кондаков, Подлесный (Денисов, 46), Посылаев, Д. Тарба, Великодный (Арутюнян, 68), Туренко (Т. Тарба, 46), Крячик, Богатырев, Суанов, Лысенко Сокол: Окрошидзе, Грицына, Жабко, Мусин (Первушин, 59), Лагутин, Заярный, Куценко, Лебедь (Ермилов, 83), Коновалов (Бакурский, 66), Джеладзе, Тропанец |        |           |                                 |                                                                         |

| 19 сентября 1998 34-й тур | Дружба       | 1:1 (1:0) | Сокол       | Майкоп                                                                       |
| | Петренко 37′ | [ 35 ]    | 68′ Куценко | Стадион: «Городской» (+25 °) Зрителей: 3000 Судья: Анатолий Киселёв (Москва) |
| Дружба: Тучинский, Седов (Лачугин, 80), Андреев, Большаков, Хуако, Гублия (Филиппов, 65), Калешин, Васильченко (Аутлев, 61), Воронин, Уваров, Петренко Сокол: Окрощидзе, Стогов (Грицына, 70), Жабко, Мусин, Первушин (Лагутин, 58), Заярный, Куценко, Лебедь (Данилов, 56), Коновалов, Джеладзе, Тропанец |              |           |             |                                                                              |

| 26 сентября 1998 35-й тур | Сокол          | 2:0 (1:0) | Динамо Ст | Саратов                                                                 |
| | Лебедь 12′ 83′ | [ 36 ]    |           | Стадион: «Локомотив» (+13 °) Зрителей: 9500 Судья: Сергей Зуев (Москва) |
| Сокол: Окрошидзе, Стогов, Жабко, Мусин, Лагутин, Заярный (Шелег, 60), Куценко, Лебедь, Коновалов (Бакурский, 46), С. Иванов, Тропанец (Первушин, 46) Динамо Ст: Стрикалов, Красавин, Муликов, Ушаков, Абушев, Тулинцев (Гагиев, 77), Шипилов, Студзинский, Гаглоев (Цацкин, 58), Копылов, Гурбанов |                |           |           |                                                                         |

| 29 сентября 1998 36-й тур | Сокол                               | 3:1 (2:0) | Спартак Нч | Саратов                                                                         |
| | Грицына 7′ (пен.) · Данилов 18′ 50′ | [ 37 ]    | 74′ Костин | Стадион: «Локомотив» (+17 °) Зрителей: 12 000 Судья: Николай Фролов (Раменское) |
| Сокол: Окрошидзе, Стогов, Жабко, Мусин (Лагутин, 26), Иванов, Шелег, Куценко, Данилов, Бакурский, Грицына (Вайнорас, 70), Тропанец (Пацко, 46) Спартак Нч: Доткулов, Томашевский, Искаков (Ботошан, 46), Шипшев, Куготов, Наршауов, Боциев, Топчиев, Костин, Деменко, Мизов |                                     |           |            |                                                                                 |

| 6 октября 1998 37-й тур | Факел | 0:2 (0:1) | Сокол          | Воронеж                                                                                         |
| |       | [ 38 ]    | 6′ 65′ Куценко | Стадион: «Центральный стадион профсоюзов» (+5 °) Зрителей: 7500 Судья: Гаряфий Жафяров (Москва) |
| Факел: Лайзанс, Елсуков, Прохоров, Щеголев, Герасимов (Васильев, 70), О. Морозов (Степин, 23), Ямлиханов, Ермаков, Шмаров, Семин, Чижиков (Жеваченко, 61) Сокол: Окрошидзе, Стогов (Вайнорас, 78), Жабко, Мусин, Лагутин, Заярный, Куценко, Лебедь, Коновалов, Данилов (Бакурский, 88), Тропанец |       |           |                |                                                                                                 |

| 9 октября 1998 38-й тур | Металлург Лп                             | 3:3 (1:2) | Сокол                               | Липецк                                                                      |
| | Майборода 9′ · Полстянов 89′ · Ловре 90′ | [ 39 ]    | 13′ (пен.) 29′ Лебедь · 78′ Данилов | Стадион: «Металлург» (+4 °) Зрителей: 10 000 Судья: Сергей Гусев (Тобольск) |
| Металлург Лп: Мананников, Майборода, Растегаев, Осколков, Тркуля (Овсянников, 46), Ловре, Семенов, Тройнин (Пещеров, 43), Полстянов, Бугаков, Церович (Якунин, 77) Сокол: Окрошидзе, Стогов, Жабко, Мусин, Данилов, Заярный, Куценко, Лебедь, Коновалов, (Бакурский, 64), Грицына, Тропанец |                                          |           |                                     |                                                                             |

| 15 октября 1998 39-й тур | Сокол                   | 2:0 (2:0) | Локомотив НН | Саратов                                                                                 |
| | Стогов 22′ · Лебедь 45′ | [ 40 ]    |              | Стадион: «Локомотив» (+14 °) Зрителей: 15 000 Судья: Николай Левников (Санкт-Петербург) |
| Сокол: Окрошидзе, Стогов, Жабко, Мусин, Лагутин (Первушин, 65), Заярный, Куценко, Лебедь, Данилов, Грицына, Тропанец Локомотив НН: Гончаров, Зубков (Липко, 63), Нижегородов, Мартюк, Кашенцев, Подпалый, Козлов, Татарчук, Власов, Еремин (Авдеев, 57), Гарин |                         |           |              |                                                                                         |

| 19 октября 1998 40-й тур | Сокол               | 3:0 (1:0) | Арсенал | Саратов                                                                        |
| | Данилов 14′ 55′ 71′ | [ 41 ]    |         | Стадион: «Локомотив» (+16 °) Зрителей: 15 000 Судья: Вячеслав Сорокин (Москва) |
| Сокол: Окрошидзе, Шелег, Жабко, Первушин, Лагутин, Бакурский (Вайнорас, 76), Куценко, Лебедь, Данилов (Ермилов, 76), Грицына, Тропанец Арсенал: Ледовских, Кузнецов (Жоржиньо, 62), Агеев, Мамедов (Белоцерковец, 46), Лисицын, Аксенов, Карлос, Трухлов, Пениче, Даниэл, Андрадина |                     |           |         |                                                                                |

| 26 октября 1998 41-й тур | Анжи      | 1:1 (0:1) | Сокол        | Махачкала                                                                |
| | Адиев 76′ | [ 42 ]    | 7′ Бакурский | Стадион: «Динамо» (+18 °) Зрителей: 10 000 Судья: Сергей Анохин (Москва) |
| Анжи: Епифанов, Жукаускас, Агаев, Лесун, Жаринов, Ольшанские (Костюк, 78), Буров (Вершинин, 80), Сирхаев, Адиев, Беришвили (Баматов, 56), Джубанов Сокол: Окрошидзе, Шелег, Жабко, Мусин, Первушин, Бакурский, Куценко, Лебедь, Данилов, Грицына, Тропанец |           |           |              |                                                                          |

| 4 ноября 1998 43-й тур | Иртыш | 0:0 (0:0) | Сокол | Омск                                                                                |
| |       | [ 43 ]    |       | Стадион: «Красная звезда» (-2 °) Зрителей: 3000 Судья: Сергей Андреев (Новосибирск) |
| Иртыш: Игошин, Емельянов, Крбашян, Седунов, Угаров, Близнюк, Осипов, Данилов, Мартынов (Кондрацкий, 63), Бобров, Тюменцев (Поршнев, 81) Сокол: Окрошидзе, Стогов (Заярный, 67), Жабко (Лагутин, 90), Мусин, Первушин, Шелег, Куценко, Лебедь, Данилов (Ермилов, 79), Грицына, Тропанец |       |           |       |                                                                                     |

| 7 ноября 1998 44-й тур | Томь       | 1:2 (1:1) | Сокол                           | Томск                                                                      |
| | Гришин 25′ | [ 44 ]    | 29′ Грицына · 51′ (пен.) Лебедь | Стадион: «Труд» (-3 °) Зрителей: 10 000 Судья: Фейзудин Эрзиманов (Москва) |
| Томь: Пчельников, Дзюбенко (Агеев, 58), Ирзаев (Баженов, 55), Перминов (Степанов, 46), Коновалов, Мурашов, Жуков, Вишневский, Гришин, Кавецкий, Кудинов Сокол: Окрошидзе, Шелег, Жабко (Лагутин, 60), Мусин, Первушин, Бакурский (Заярный, 78), Куценко, Лебедь, Данилов (Ермилов, 46), Грицына, Тропанец |            |           |                                 |                                                                            |